# Incroyables et merveilleuses

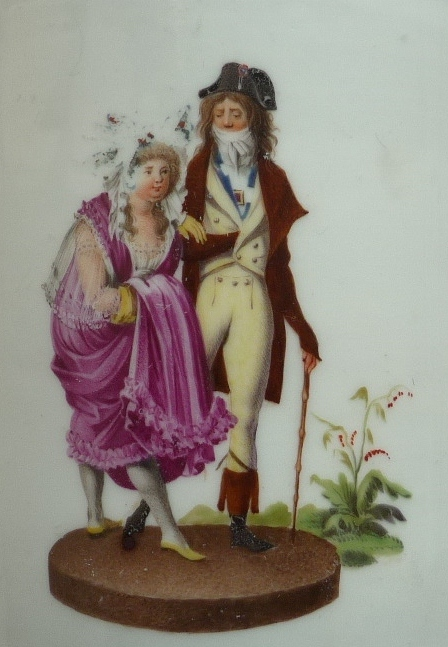
Obraz Charlese Verneta na porcelánu z Frankenthalu, z roku 1797.

Incroyables et Merveilleuses (přibližně jako neuvěřitelní a úžasné) bylo označení pro módní subkulturu. Takto sami sebe nazývali pařížští občané, kteří se během krátkého období Francouzské revoluce oblékali extrémně okázale. Byly částečně totožní s jeunesse dorée.
Francouzská revoluce začala v roce 1789, hrůzovláda Maximiliena de Robespierre skončila v roce 1794 a následovalo období Direktoria (1795–1799). Občané Francie měli nyní opět větší svobody. Ty byly mj. využívány třídou zbohatlíků, kteří se zviditelňovali tím, že nosili obzvláště nápadné oblečení. Přeháněli svou módu, dokonce i svou výslovnost, natolik, že byli v Paříži zesměšňováni satirickými spisy, písněmi a karikaturami. Vzhledem k tomu, že pudrované paruky byly dříve zakázány, nyní je nosili jako zvláštní výraz svého postoje.

## Móda
Z historických pramenů není přesně známo, kdy pařížští občané začali poprvé nosil tento groteskní oděv, ani kdy tento styl opět vyšel z módy. Francouzský malíř Antoine Charles Horace Vernet (1758–1836) zobrazoval především Napoleonovy bitvy. Kreslil ale i soudobé mravní obrazy kulturní a historické hodnoty. Rytina z roku 1797 na porcelánu z Frankenthaleru ukazuje přehnaně oblečené osoby z období Direktoria. Záměrně se vyčleňovali z běžné revoluční a empírové módy. Také pěstovali svérázný jazyk. Používali roussilionský dialekt, který vynechával souhlásky 'r', 'd' a 'l', takže si říkali Inc'oyables a Me'veilleuses.

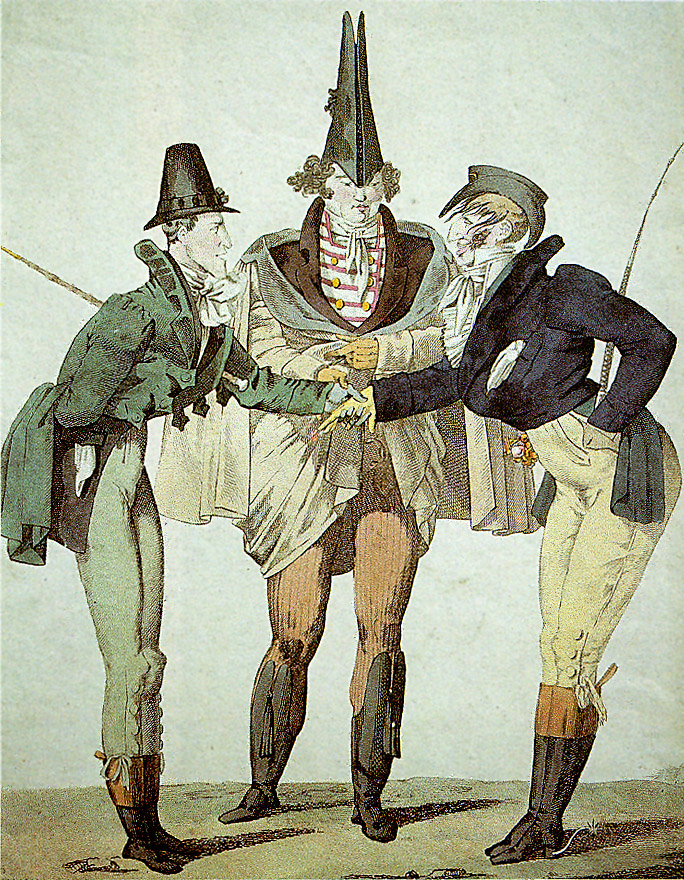
Karikatura z roku 1902.

Muži se nazývali "Les Incroyables", neuvěřitelní. Ideál měšťanského oděvu karikovali tím, že nosili těsné kalhoty sahající až k hrudi a vysoké husarské boty. Jejich fraky měly vysoké límce, extrémně krátký svršek a dlouhé šosy. Pod frakem nosili několik vest různých typů a barev. Nápadný bylý především příliš velký nákrčník, často zakrývající celou bradu. Incroyable nosil své vlasy „en oreilles de chien“ (jako psí uši, tj. jako huňatou psí srst). Jeho celkový vzhled byl spíše groteskní. Někteří nosili velké monokly nebo brýle, šišlali a hrbili se. Jako doplněk chodili se sukovicí nebo pokroucenou větvovou větví.
Ženy, „Les Merveilleuses“ (úžasné, nádherné), se oblékaly obzvlášť nápadně. Zvláštní pozornost přitahovaly především svou frivolností, přehnanými klobouky a účesy. Pásek zdůrazňoval vysoký pas velmi vzdušných šatů, vlasy byly krátké, preferovány byly blond paruky.
Toto oblečení nosila společenská vrstva, která si módu mohla finančně dovolit. Chudší obyvatelstvo, stále trpící následky francouzské revoluce, rozhodně nemělo přístup k módním eskapádám. Známým představitelem byl francouzský baryton Pierre-Jean Garat (1762-1823).